# Mistrzostwa Świata Juniorów Młodszych w Lekkoatletyce 2003
3. Mistrzostwa Świata Juniorów Młodszych w Lekkoatletyce – międzynarodowe zawody lekkoatletyczne, organizowane pod egidą IAAF, dla zawodników do lat 17. Mistrzostwa odbywały się w kanadyjskim mieście Sherbrooke (na Stade de l'Université de Sherbrooke) od 9 do 13 lipca 2003 roku. Reprezentanci Polski zdobyli dwa srebrne medale: Magdalena Sobieszek w pchnięciu kulą oraz męska sztafeta szwedzka.

## Rezultaty

### Mężczyźni
| Konkurencja:                 | Złoto:                                                                           | Złoto:      | Srebro:                                                               | Srebro:     | Brąz:                                                                   | Brąz:       |
| ---------------------------- | -------------------------------------------------------------------------------- | ----------- | --------------------------------------------------------------------- | ----------- | ----------------------------------------------------------------------- | ----------- |
| 100 m                        | Yahya Al-Gahes · Arabia Saudyjska                                                | 10,69       | Yahya Hassan I. Habeeb · Arabia Saudyjska                             | 10,73       | Craig Pickering · Wielka Brytania                                       | 10,85       |
| 200 m                        | Usain Bolt · Jamajka                                                             | 20,40 CR    | Michael Grant · Stany Zjednoczone                                     | 21,04       | Jamahl Alert · Wielka Brytania                                          | 21,35       |
| 400 m                        | Ali Nagmeldin Abubakr · Sudan                                                    | 46,10 CR    | Cedric Goodman · Stany Zjednoczone                                    | 46,42       | Željko Vincek · Chorwacja                                               | 47,45       |
| 800 m                        | Mohammed Al-Salhi · Arabia Saudyjska                                             | 1:48,79 CR  | Bernard Kiptanui · Kenia                                              | 1:49,14     | Abraham Kipngetich · Kenia                                              | 1:49,17     |
| 1500 m                       | Benson Marrianyi · Kenia                                                         | 3:44,94 PB  | Samson Kiplangat · Kenia                                              | 3:45,13     | Isaac Mboyaza · Południowa Afryka                                       | 3:48,05 PB  |
| 3000 m                       | Augustine Choge · Kenia                                                          | 7:52,53     | Tariku Bekele · Etiopia                                               | 7:54,71 PB  | Shimelis Girma · Etiopia                                                | 7:55,12 PB  |
| 2000 m z przeszkodami        | Ronald Kipchumba · Kenia                                                         | 5:30,27 WYR | Justus Kipchirchir · Kenia                                            | 5:31,24 PB  | Chris Winter · Kanada                                                   | 5:44,23 PB  |
| 110 m przez płotki (91,4 cm) | Jason Richardson · Stany Zjednoczone                                             | 13,29 WYL   | Mubarak Al-Mabadi · Arabia Saudyjska                                  | 13,41 PB    | Alexander John · Niemcy                                                 | 13,50 PB    |
| 400 m przez płotki (84,0 cm) | Jason Richardson · Stany Zjednoczone                                             | 49,91 WYL   | Wouter le Roux · Południowa Afryka                                    | 50,85 PB    | Jamaal Charles · Stany Zjednoczone                                      | 51,48 PB    |
| Chód na 10 000 m             | Aleksandr Prochorow · Rosja                                                      | 42:16,16 CR | Makoto Sawada · Japonia                                               | 42:17,62 PB | Wiaczesław Gołowin · Rosja                                              | 42:37,15 SB |
| Sztafeta szwedzka            | Stany Zjednoczone · Jay Cooper · Michael Grant · Jamaal Charles · Cedric Goodman | 1:52,03 WYL | Polska · Dariusz Kuć · Kamil Witkowski · Rafał Błocian · Ziemowit Ryś | 1:53,08 SB  | Japonia · Shinya Saburi · Kenji Fujimitsu · Naohiro Shinada · Go Tanabe | 1:53,11 SB  |
| Skok wzwyż                   | Martin Gunther · Niemcy                                                          | 2,11        | Ołeksandr Nartow · Ukraina                                            | 2,11        | Hikaru Tsuchiya · Japonia                                               | 2,11        |
| Skok o tyczce                | Germán Chiaraviglio · Argentyna                                                  | 5,15        | Dmitrij Starodubcew · Rosja                                           | 5,10 PB     | Steven Lewis · Wielka Brytania                                          | 5,05 PB     |
| Skok w dal                   | Naohiro Shinada · Japonia                                                        | 7,61        | Yves Renaux · Francja                                                 | 7,44        | Ahmed Al-Sharfa · Arabia Saudyjska                                      | 7,15        |
| Trójskok                     | Dennis Fernández · Kuba                                                          | 15,77       | Mousa Abdou Alkam Qarqaran · Arabia Saudyjska                         | 15,60 PB    | Mohamed Abbas Darwish · Zjednoczone Emiraty Arabskie                    | 15,55       |
| Pchnięcie kulą (5 kg)        | Feng Liu · Chiny                                                                 | 21,45 WYR   | Kyle Helf · Kanada                                                    | 20,79 PB    | Ameen Al-Aradi · Arabia Saudyjska                                       | 19,69 PB    |
| Rzut dyskiem (1,5 kg)        | Ronnie Buckley · Australia                                                       | 64,34 CR    | Jian Wu · Chiny                                                       | 63,18 PB    | Yao-Hui Wang · Chińskie Tajpej                                          | 60,00       |
| Rzut młotem (5 kg)           | Michaił Lewin · Rosja                                                            | 76,41       | Kristóf Németh · Węgry                                                | 75,59       | Sándor Pálhegyi · Węgry                                                 | 75,47 PB    |
| Rzut oszczepem (700 g)       | Julio Cesar de Oliveira · Brazylia                                               | 81,16 CR    | John Robert Oosthuizen · Południowa Afryka                            | 81,07 PB    | Raldu Potgieter · Południowa Afryka                                     | 75,56 PB    |
| Ośmiobój                     | Andres Silva · Urugwaj                                                           | 6456 WYR    | Andrej Krauczanka · Białoruś                                          | 6366        | Lukáš Patera · Czechy                                                   | 6316 PB     |

### Kobiety
| Konkurencja:                 | Złoto:                                                                                         | Złoto:      | Srebro:                                                                              | Srebro:      | Brąz:                                                                                            | Brąz:      |
| ---------------------------- | ---------------------------------------------------------------------------------------------- | ----------- | ------------------------------------------------------------------------------------ | ------------ | ------------------------------------------------------------------------------------------------ | ---------- |
| 100 m                        | Jessica Onyepunuka · Stany Zjednoczone                                                         | 11,31 CR    | Krystin Lacy · Stany Zjednoczone                                                     | 11,50        | Kelly-Ann Baptiste · Trynidad i Tobago                                                           | 11,58      |
| 200 m                        | Anneisha McLaughlin · Jamajka                                                                  | 23,26       | Courtney Champion · Stany Zjednoczone                                                | 23,56        | Cleo Tyson · Stany Zjednoczone                                                                   | 23,67      |
| 400 m                        | Natasha Hastings · Stany Zjednoczone                                                           | 53,41       | Antonina Kriwoszapka · Rosja                                                         | 53,54 PB     | Jaimee-Lee Hoebergen · Australia                                                                 | 53,78 PB   |
| 800 m                        | Maria Szapajewa · Rosja                                                                        | 2:03,40 CR  | Olga Cristea · Mołdawia                                                              | 2:04,30 PB   | Larisa Arcip · Rumunia                                                                           | 2:04,31 PB |
| 1500 m                       | Alem Techale · Etiopia                                                                         | 4:17,41 PB  | Jelena Ština · Łotwa                                                                 | 4:17,43      | Joyce Jepkosgei Musungu · Kenia                                                                  | 4:17,65 PB |
| 3000 m                       | Siham Hilali · Maroko                                                                          | 9:12,70 PB  | Pasalia Kipkoech · Kenia                                                             | 9:13,77      | Yuko Nohara · Japonia                                                                            | 9:14,82    |
| 100 m przez płotki (76,2 cm) | Sally McLellan · Australia                                                                     | 13,42       | LaToya Greaves · Jamajka                                                             | 13,49        | Domenique Manning · Stany Zjednoczone                                                            | 13,60      |
| 400 m przez płotki           | Zuzana Hejnová · Czechy                                                                        | 57,54 CR    | Jekatierina Kostieckaja · Rosja                                                      | 58,37        | Mackenzie Hill · Stany Zjednoczone                                                               | 59,15      |
| Chód na 5000 m               | Wiera Sokołowa · Rosja                                                                         | 22:50,23    | Ann Loughnane · Irlandia                                                             | 23:37,00 PB  | Noriko Nishide · Japonia                                                                         | 23:50,69   |
| Sztafeta szwedzka            | Stany Zjednoczone · Jessica Onyepunuka · Alexandria Anderson · Krystin Lacy · Natasha Hastings | 2:03,87 WYL | Jamajka · Samantha Henry · Sherline Duncan · Sonita Sutherland · Anneisha McLaughlin | 2:07,05 PB   | Rosja · Jelena Kriemniewa · Jelena Chwaszczewskaja · Anastasija Szuwałowa · Antonina Kriwoszapka | 2:07,52 PB |
| Skok wzwyż                   | Iryna Kowalenko · Ukraina                                                                      | 1,92 CR     | Annett Engel · Niemcy · Swietłana Szkolina · Rosja                                   | 1,86 PB 1,86 | –                                                                                                | –          |
| Skok o tyczce                | Lisa Ryzih · Niemcy                                                                            | 4,05        | Swiatłana Makarewicz · Białoruś                                                      | 4,00 PB      | Charmaine Lucock · Australia                                                                     | 4,00 PB    |
| Skok w dal                   | Cristine Spataru · Rumunia                                                                     | 6,41 CR     | Denisa Ščerbová · Czechy                                                             | 6,40 PB      | Hanna Demydowa · Ukraina                                                                         | 6,15       |
| Trójskok                     | Cristine Spataru · Rumunia                                                                     | 13,86 CR    | Elina Sorsa · Finlandia                                                              | 12,95        | Aliki-Yvoni Askitopoulou · Grecja                                                                | 12,93 PB   |
| Pchnięcie kulą               | Limin Jiang · Chiny                                                                            | 15,60 WYL   | Magdalena Sobieszek · Polska                                                         | 15,42 PB     | Marli Knoetze · Południowa Afryka                                                                | 15,10      |
| Rzut dyskiem                 | Lisandra Rodríguez · Kuba                                                                      | 48,56       | Julie Bennell · Australia                                                            | 48,32        | Kristina Gehrig · Niemcy                                                                         | 48,31      |
| Rzut młotem                  | Valentina Srša · Chorwacja                                                                     | 61,18       | Marija Biespałowa · Rosja                                                            | 57,81        | Johanna Hoppe · Niemcy                                                                           | 56,46      |
| Rzut oszczepem               | Xue Juan · Chiny                                                                               | 56,82 CR    | Bo-Ra Shin · Korea Południowa                                                        | 53,74 PB     | Vivian Zimmer · Niemcy                                                                           | 52,20      |
| Siedmiobój                   | Marisa De Aniceto · Francja                                                                    | 5458        | Sarah Kern · Niemcy                                                                  | 5445         | Marina Poniarowa · Rosja                                                                         | 5338 PB    |

## Klasyfikacja medalowa
| Tabela medalowa |                              |       |        |      |      |
| #               | Kraj                         | Złoto | Srebro | Brąz | Suma |
| 1               | Stany Zjednoczone            | 6     | 4      | 4    | 14   |
| 2               | Rosja                        | 4     | 5      | 3    | 12   |
| 3               | Kenia                        | 3     | 4      | 2    | 9    |
| 4               | Chiny                        | 3     | 1      | 0    | 4    |
| 5               | Arabia Saudyjska             | 2     | 3      | 2    | 7    |
| 6               | Niemcy                       | 2     | 2      | 4    | 8    |
| 7               | Jamajka                      | 2     | 2      | 0    | 4    |
| 8               | Australia                    | 2     | 1      | 2    | 5    |
| 9               | Rumunia                      | 2     | 0      | 1    | 3    |
| 10              | Kuba                         | 2     | 0      | 0    | 2    |
| 11              | Japonia                      | 1     | 1      | 4    | 6    |
| 12              | Czechy                       | 1     | 1      | 1    | 3    |
| 12              | Etiopia                      | 1     | 1      | 1    | 3    |
| 12              | Ukraina                      | 1     | 1      | 1    | 3    |
| 15              | Francja                      | 1     | 1      | 0    | 2    |
| 16              | Chorwacja                    | 1     | 0      | 1    | 2    |
| 17              | Argentyna                    | 1     | 0      | 0    | 1    |
| 17              | Brazylia                     | 1     | 0      | 0    | 1    |
| 17              | Maroko                       | 1     | 0      | 0    | 1    |
| 17              | Sudan                        | 1     | 0      | 0    | 1    |
| 17              | Urugwaj                      | 1     | 0      | 0    | 1    |
| 22              | Południowa Afryka            | 0     | 2      | 3    | 5    |
| 23              | Białoruś                     | 0     | 2      | 0    | 2    |
| 23              | Polska                       | 0     | 2      | 0    | 2    |
| 25              | Kanada                       | 0     | 1      | 1    | 2    |
| 25              | Węgry                        | 0     | 1      | 1    | 2    |
| 27              | Finlandia                    | 0     | 1      | 0    | 1    |
| 27              | Irlandia                     | 0     | 1      | 0    | 1    |
| 27              | Korea Południowa             | 0     | 1      | 0    | 1    |
| 27              | Łotwa                        | 0     | 1      | 0    | 1    |
| 27              | Mołdawia                     | 0     | 1      | 0    | 1    |
| 32              | Wielka Brytania              | 0     | 0      | 3    | 3    |
| 33              | Chińskie Tajpej              | 0     | 0      | 1    | 1    |
| 33              | Grecja                       | 0     | 0      | 1    | 1    |
| 33              | Trynidad i Tobago            | 0     | 0      | 1    | 1    |
| 33              | Zjednoczone Emiraty Arabskie | 0     | 0      | 1    | 1    |